# Кетипрамин
Кетипраминът, известен също като кетимипрамин или кетоимипрамин, е трицикличен антидепресант, който е тестван за лечение на депресия през 60-те години на XX век, но никога не е бил пуснат на пазара. Той се различава от имипрамина само чрез кетонната група, добавена към азепиновия пръстен, и е приблизително еднакъв по ефективност като антидепресант.
Това е едно от лекарствата, предписани от Роланд Кун в поредица от неетични експерименти за тестване на лекарства върху деца без информирано съгласие и без подходящо одобрение в психиатричната болница в Мюнстерлинген, Швейцария.